# Akram Salim
Akram El Hadi Salim  (ur. 27 lutego 1987) – piłkarz sudański grający na pozycji bramkarza.

## Kariera klubowa
Piłkarską karierę Salim rozpoczął w klubie Al-Merreikh z Omdurmanu. W jego barwach zadebiutował w pierwszej lidze sudańskiej i z czasem stał się pierwszym bramkarzem klubu. W 2005 roku został wicemistrzem kraju i osiągnięcie to powtarzał ze swoim klubem do 2007 roku. W latach 2005–2007 wywalczył też Puchar Sudanu. W 2008 roku wywalczył z Al-Merreikh dublet - mistrzostwo i puchar kraju. W 2010 roku ponownie sięgnął po puchar, a w 2011 roku został wypożyczony na pół sezonu do Khartoum Club.

## Kariera reprezentacyjna
W reprezentacji Sudanu Salim zadebiutował w 2009 roku. W 2008 roku został powołany przez selekcjonera Mohameda Abdallaha do kadry na Puchar Narodów Afryki 2008. Z kolei w 2012 roku został członkiem kadry Sudanu na Puchar Narodów Afryki 2012.